# Sonia Pelgrims
Sonia Pelgrims (21 mei 1958) is een Vlaams zangeres, componiste en actrice. Daarnaast is zij percussioniste en speelt ze gitaar en basgitaar.

## Carrière
Sonia Pelgrims werd geboren in een muzikale familie: haar moeder was zangeres, haar vader drummer in lokale orkesten. Op tienjarige leeftijd ging ze naar het Conservatorium Mechelen, waar ze lessen piano en notenleer volgde. Tussen haar tiende en zestiende deed zij geregeld optredens in eigen streek met verschillende plaatselijke bands.
In 1975 bracht ze onder de artiestennaam Judy McQueen het nummer Moving alone uit, dat 10 weken lang in de BRT top 30 stond. Vier jaar later won zij de persprijs van 'Zomerhit 79' met de groep 'Puzzle'. Zij tourde met deze groep tevens door Oost- en West-Duitsland.
In 1982 werd Pelgrim samen met Lily Castel tweede in de Baccarabeker, een muziekwedstrijd. Bij de Sabamprijs 1984 haalde ze met Fred Bekky en Anne Mie Gils de derde plaats.
Pelgrims deed in 1987 een gooi naar deelname aan het Eurovisiesongfestival. Ze deed aan de nationale voorronde Eurosong mee met het liedje Casanova, geschreven door de gebroeders Van Passel. Ze eindigde op de 8ste plaats.
Ze trad vaak op als begeleidende achtergrondzangeres van nationale en internationale sterren zoals James Last, Dionne Warwick, Engelbert Humperdinck, Demis Roussos, Julio Iglesias, Anita Meyer en Will Tura.
In het najaar van 2011 deed ze met een blues-versie van het nummer "Help!" van The Beatles mee aan de "blind auditions" van de VTM-zangwedstrijd "The Voice van Vlaanderen". Pelgrims werd door de vakjury niet geselecteerd voor de volgende ronde en reageerde daarop erg verontwaardigd.
In 2014 bracht Pelgrims de single Hoe durven wij hier klagen uit.

## Theater
In 2011 bracht ze samen met haar pianist Jürgen De Smet en zanger/acteur Marijn Devalck een theatershow over het leven van Will Ferdy. De show 'Nu weten ze wie ik ben' ging in première op 22 januari 2012 in Gentbrugge en maakte een tour doorheen Vlaanderen. Vanaf februari 2015 was ze opnieuw te zien in de culturele centra met de nieuwste theatershow van Jürgen De Smet, 'Welcome to the Sixties'.

## Coaching en reclamespots
Sonia Pelgrims heeft zang, piano, gitaar, bas, drums en percussie gecoacht in haar muziekschooltje 'Muzison'. In haar hoedanigheid van stemcoach en producer van de Mattelspots was zij eerder al verantwoordelijk voor de coaching van de kinderstemmen. Zelf sprak zij ook diverse reclamespots in en had ze haar eigen 'Vocal Agency'.